# Vespasiano
Tito Flavio Vespasiano (en latín: Titus Flavius Vespasianus; 17 de noviembre de 9 - 23 o 24 de junio de 79) fue un emperador romano desde el año 69 hasta su muerte, gobernando bajo el nombre de Emperador César Vespasiano Augusto (Imperator Caesar Vespasianus Augustus). Fue el fundador de la dinastía Flavia, la cual gobernará el Imperio romano hasta el año 96. Le sucedieron sus hijos Tito (r. 79-81) y Domiciano (r. 81-96).
Descendía de una familia del ordo equester que había alcanzado el rango senatorial durante los reinados de los emperadores de la dinastía Julio-Claudia. Siendo designado cónsul en 51, ganó renombre como comandante militar, destacando en la invasión romana de Britania (43) al mando de la Legio II Augusta. Comandó las fuerzas romanas que hicieron frente a la primera guerra judeo-romana del año 66. Cuando se disponía a sitiar Jerusalén, la capital rebelde, el emperador Nerón se suicidó, sumiendo al Imperio en un año de guerras civiles conocido como el Año de los cuatro emperadores. Tras la rápida sucesión y fallecimiento de Galba y Otón y el ascenso al poder de Vitelio, los ejércitos de las provincias de Egipto y Judea proclamaron emperador a Vespasiano el 1 de julio de 69. En su camino hacia el trono imperial, Vespasiano se alió con el gobernador de Siria, Cayo Licinio Muciano, quien condujo las tropas de Vespasiano contra Vitelio, mientras el propio Vespasiano tomaba el control sobre Egipto. El 20 de diciembre, Vitelio fue derrotado y Vespasiano fue proclamado emperador por el Senado.
De la información que ha sobrevivido del reinado de Vespasiano, tras sus diez años de gobierno destaca el programa de reformas financieras clave que promovió, tan necesario tras la caída de la dinastía Julio-Claudia, su exitosa campaña en Judea y sus ambiciosos proyectos de construcción como el Anfiteatro Flavio, conocido popularmente como el Coliseo.

## Familia y carrera pública
Vespasiano nació en Falacrinae, en el territorio de los sabinos, cerca de Reate. Su padre era un miembro del ordo equester que se enriqueció como recaudador de impuestos en la provincia romana de Asia y como prestamista en Helvecia, donde Vespasiano vivió durante algún tiempo. Su madre, Vespasia Polla, era la hermana de un senador.

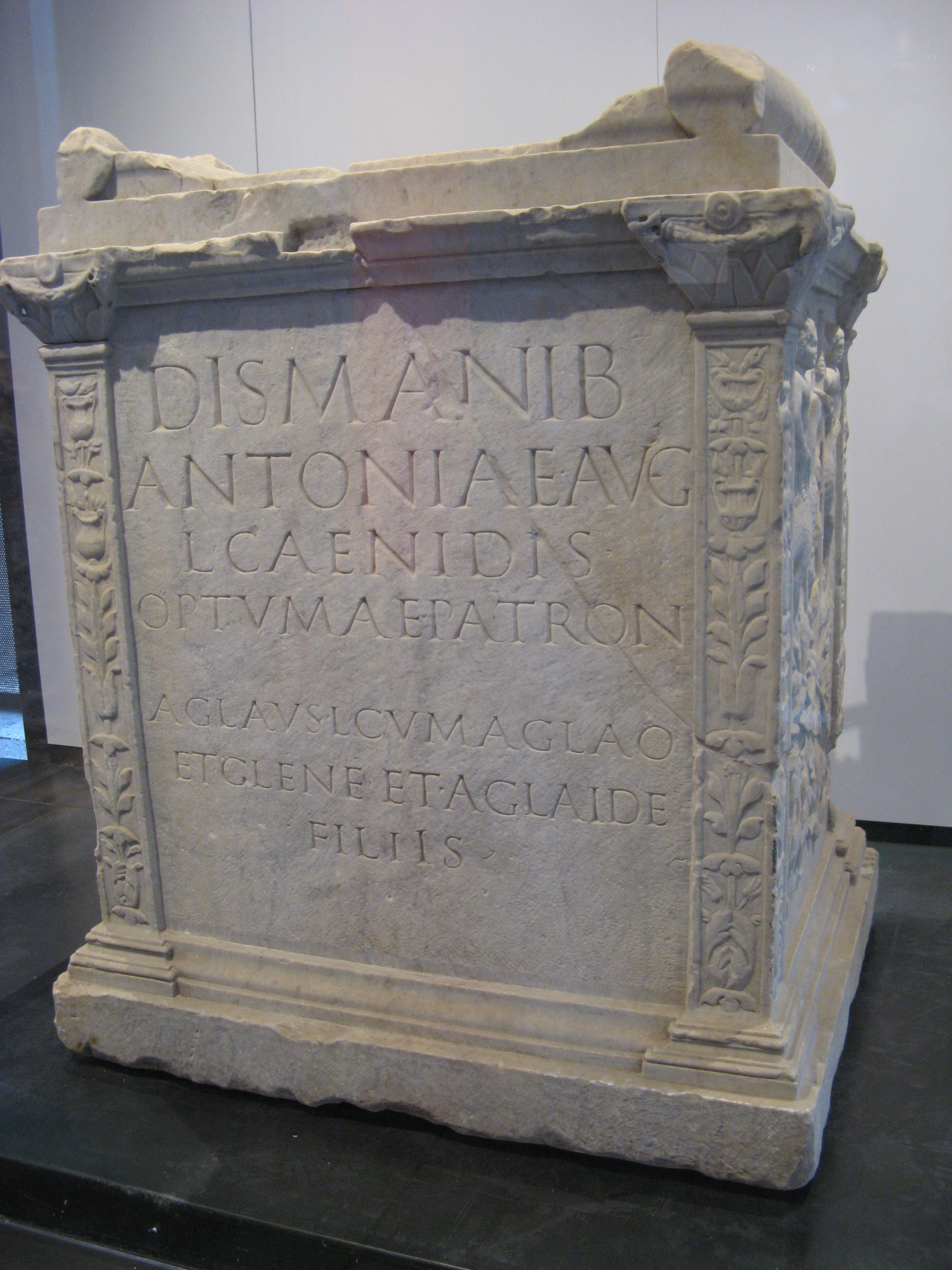
Inscripción funeraria procedente de Roma (Italia) dedicada por sus libertos a la liberta de Antonia Augusta Cenis, quien fue amante de Vespasiano.

A petición de su madre, Vespasiano siguió la carrera política de su hermano Tito Flavio Sabino; sirvió en el ejército como tribuno militar en Tracia en el año 36. Al año siguiente fue elegido cuestor y sirvió en Creta y Cirene. Fue ascendiendo por el cursus honorum siendo elegido edil curul en 39 y pretor en 40, aprovechando la oportunidad para congraciarse con el emperador Calígula.
Durante esa época contrajo matrimonio con Domitila la Mayor (también llamada Flavia Domitila), la hija de un caballero de Ferentium. Vespasiano y Flavia tuvieron dos hijos, Tito y Domiciano y una hija, llamada Domitila. Fue entonces cuando Flavia falleció, y Vespasiano convirtió a Cenis, su amante, en su esposa en todo menos en el nombre. Domiciano se casó con Domicia Longina, sobrina de la cuarta esposa del emperador Calígula, Milonia Cesonia.
Cuando Claudio fue nombrado emperador en 41, Vespasiano fue designado legatus de la Legio II Augusta, estacionada en Germania. Este nombramiento se debió a la influencia del liberto imperial, Tiberio Claudio Narciso.

### Invasión de Britania

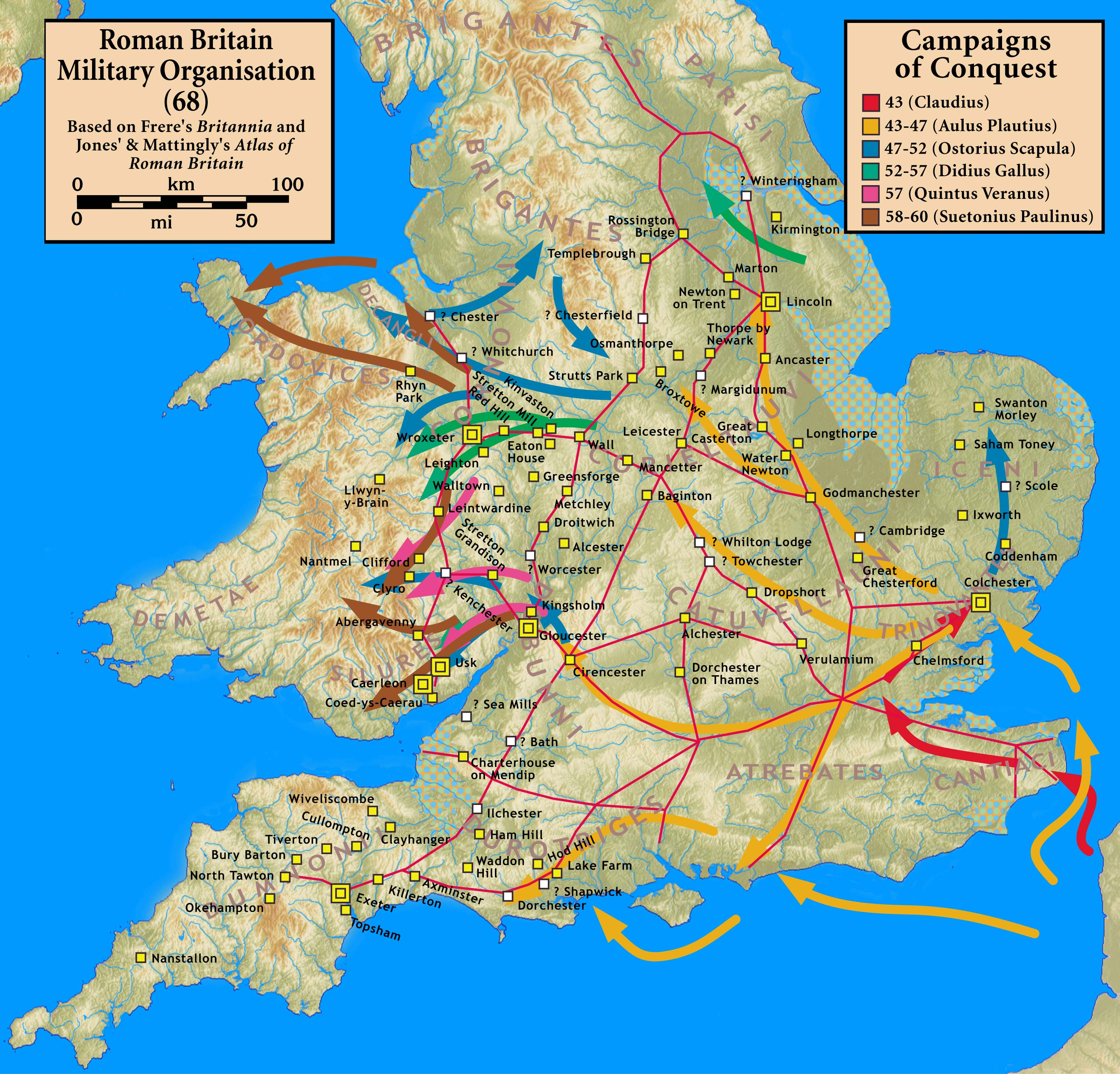
Mapa con las operaciones militares en Britannia entre 43 y 60.

En el año 43, Vespasiano y la Legio II Augusta participaron en la invasión romana de Britania de 43. El futuro emperador se distinguió en esta campaña bajo el mando de Aulo Plaucio. Tras haber participado en las batallas cruciales de Medway y Támesis, Plaucio lo envió hacia el sudoeste, y le ordenó penetrar en territorio hostil a través de las tierras que hoy son los modernos condados de Hampshire, Wiltshire, Dorset, Somerset, Devon y Cornualles. El general romano quería con este movimiento asegurar los puertos de la costa sur y los puertos con minas de estaño de Cornualles y las minas de plata de Somerset.
Vespasiano marchó sobre Noviomagus Reginorum (Chichester, Reino Unido) a fin de subyugar a las tribus de durotriges y dumnonios. Capturó veinte oppida (fortificaciones ubicadas en lo alto de colinas), sometió a dos poderosas naciones y redujo Vectis. Además, estableció una fortaleza y una colonia de legionarios veteranos en Isca Domnoniorum. A su vuelta a Roma fue recompensado con elegías triunfales (ornamenta triumphalia).

### Carrera política
Vespasiano fue elegido consul suffectus para los dos últimos meses de 51, tras lo cual se retiró de la vida pública, a la que regresó en 63 siendo nombrado gobernador de la provincia de África. Según Tácito, su gobierno allí provocó el descrédito y la antipatía de la gente hacia él, pero según Suetonio, fue de gran integridad y se le tuvo en gran estima. El dictamen de este segundo se ajusta más a la realidad ya que, por lo general, los cargos de gobernador eran vistos por los ex-cónsules como perfectas oportunidades para hacer fortuna y recuperar el dinero que habían usado en sus campañas políticas. La corrupción estaba tan difundida que todo gobernador volvía de su provincia con los bolsillos llenos. Sin embargo, Vespasiano empleó su tiempo en el cargo para hacer amistades en vez de dinero; algo que sería mucho más valioso en los años venideros. Durante su tiempo en África del Norte, se encontró en dificultades financieras y tuvo que liquidar parte de sus propiedades. Para recuperar su fortuna, resucitó el comercio con mulas, lo que le valió el sobrenombre de mulio.
Tras su retorno de África, viajó a Grecia integrado en el séquito del emperador Nerón. No obstante, perdió el favor imperial por no mostrar suficiente atención  a los recitales del emperador con la lira. Por esta época la carrera de Vespasiano entró en un punto muerto.

### Gran revuelta judía

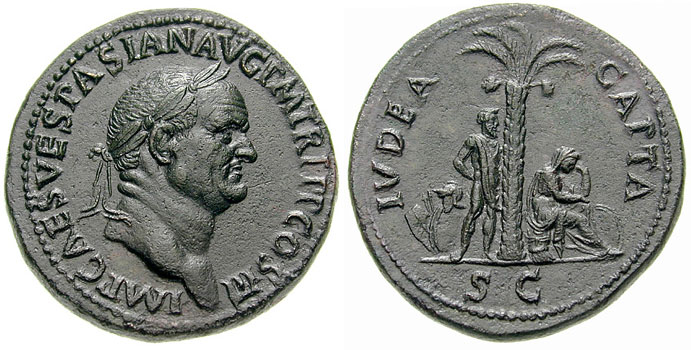
Sestercio con el rostro de Vespasiano. Conmemorativo de su victoria en Judea.

En el año 66, Vespasiano fue designado para conducir la guerra contra los rebeldes judíos de Judea, que amenazaba el bienestar de las provincias romanas del este. Esta rebelión había conducido al asesinato del anterior gobernador y había hecho huir a Cayo Licinio Muciano, gobernador de Siria, cuando este trató de restaurar el orden en la zona. Dos legiones, con ocho alas de caballería y 10 cohortes auxiliares, fueron enviadas a la provincia bajo el mando de Vespasiano, además de las tropas que formaban la guarnición. Su hijo mayor, Tito, sirvió como su ayudante personal. Durante la guerra Vespasiano se hizo patrón de Flavio Josefo, un líder de la resistencia judía, que en su trabajo Guerra judaica ofrece una visión cercana del futuro emperador y de su heredero Tito durante la guerra. Durante el conflicto, muchos miles de judíos fueron muertos y muchas ciudades destruidas por el ejército romano, que restableció satisfactoriamente el control sobre Judea. Sirvió un tiempo como procurador, y los judíos lo recuerdan como un funcionario justo y honorable a pesar de ser su general enemigo.
Josefo escribió que, tras la toma por la Legio X Fretensis de la ciudad de Jericó el 21 de junio de 68, Vespasiano tomó a un grupo de judíos que no podían nadar, los encadenó, y los lanzó al Mar Muerto a fin de probar su legendaria fuerza. No obstante, es probable que Vespasiano ordenara que en caso de peligro se dispusieran unos barcos para rescatarlos si era necesario.

## Año de los cuatro emperadores

Mapa del Imperio durante el Año de los cuatro emperadores.

Tras la muerte de Nerón en 68, Roma fue testigo de una sucesión de efímeros emperadores y guerras civiles. Galba fue asesinado por Otón, que fue derrotado por Vitelio. Los partidarios de Otón, buscando otro candidato al trono al que apoyar, se decidieron por Vespasiano.
Según Suetonio, una profecía alegó que los futuros emperadores vendrían del este. Vespasiano acabó creyendo que esta profecía se refería a él y una serie de agüeros, oráculos y augurios a los que consultó reforzaron esta creencia.
Vitelio, el emperador actual, tenía las mejores tropas de su lado, las experimentadas legiones de la Galia y Germania. Sin embargo, las legiones de Iliria, Moesia y Panonia proclamaron su lealtad a Vespasiano, haciéndole el amo de la mitad del mundo romano. Esto ocurrió el 1 de julio, fecha que sería conmemorada en los siguientes años como el aniversario de su ascenso al trono.
Mientras Vespasiano se dirigió a Egipto para asegurar el suministro de grano, sus tropas entraron en Italia por el noroeste al mando de Marco Antonio Primo. Las tropas de Vespasiano derrotaron a las de Vitelio en Bedriacum y avanzaron hacia Roma. Tras una lucha feroz en la guerra civil, los soldados entraron en la ciudad. Durante la confusión de la lucha el Capitolio se incendió y el hermano de Vespasiano, que era el prefecto de la ciudad fue asesinado por una muchedumbre de la que a duras penas escapó Domiciano.
Cuando recibió las noticias de la derrota y muerte de su adversario Vitelio, expidió un suministro de grano a Roma, con un edicto en el que anulaba las leyes del anterior emperador Nerón, incluyendo las relativas a la traición. De camino a Roma, visitó el Templo de Serapis, en el que experimentó una visión. Durante la visión lo encontraron unos sacerdotes del templo que quedaron convencidos de que podía obrar milagros. El historiador romano Tácito (Historias 4, 81) ha narrado dos supuestas curaciones milagrosas que habría realizado Vespasiano en Alejandría en el año 69:

Cierto alejandrino le pidió quejumbroso la curación de su ceguera, en conformidad con la indicación del dios Serapis, al que el pueblo supersticioso venera más que a los restantes. Y suplicó al soberano que tuviera a bien echarle saliva en las mejillas y en las cavidades oculares. Otro hombre con una mano enferma suplicó conforme al consejo del mismo dios que el soberano tuviera a bien poner la planta del pie sobre su mano. [...] Y la mano se tornó utilizable en el acto, y el ciego recobró la luz ocular.

## Emperador Vespasiano

### Secuelas de la guerra civil
Vespasiano fue declarado emperador por el Senado mientras estaba en la provincia de Egipto en diciembre de 69. La administración del Imperio quedó en manos del antiguo gobernador de Siria y aliado de Vespasiano, Cayo Licinio Muciano, auxiliado por el hijo del emperador, Domiciano. Durante su gobierno, Muciano inició la reforma fiscal que debía restaurar los fondos del Imperio. Tras la llegada a Roma de Vespasiano a finales de 70, Muciano presionó al emperador a fin de que recogiera tantos impuestos como le fuera posible.
Vespasiano y Muciano resucitaron viejos impuestos e instituyeron otros nuevos, aumentaron el tributo de las provincias y vigilaron constantemente a los funcionarios del tesoro. El siguiente proverbio latino se creó probablemente durante la introducción del impuesto por la recogida de orina:

Pecunia non olet.

Debido a la austeridad de la que Vespasiano hizo gala, cambió el comportamiento de la sociedad romana en diversos sentidos, aunque para algunos este aspecto se evaluaba como franca tacañería, ya que realizó pocos actos de generosidad. Otra de las acciones que impuso para recaudar dinero fue el de reclamar para el fisco las parcelas de la península itálica que no se habían dado en regla a los colonos. La consiguiente disconformidad de las comunidades itálicas se reflejó en el envío de múltiples delegaciones a Vespasiano, lo que concluyó con la cancelación de esta medida.
A principios de 70, Vespasiano estaba todavía en Egipto. Según Tácito, el viaje se retrasó a causa del mal tiempo. Sin embargo, los historiadores modernos sostienen que Vespasiano se quedó a fin de consolidar su poder en la provincia. Historias acerca de la divinidad del emperador comenzaron a circular por Egipto. Durante este periodo estallaron protestas en Alejandría motivadas por la nueva política fiscal del emperador, que causaron que los envíos de grano de Egipto a Roma se detuvieran. No obstante, Vespasiano logró que se restaurara el suministro cuando la población de la capital imperial estaba al borde de desfallecer a causa de inanición.
El levantamiento de Egipto no hizo sino aumentar la crisis que experimentaba el Imperio, crisis motivada por las guerras civiles que azotaban estas tierras. La rebelión de Judea fue finalmente sofocada por el general Tito en 70, tras la captura de Jerusalén.
En enero de 70 la Galia experimentó un levantamiento conocido como la rebelión de los bátavos. Los rebeldes eran antiguos auxiliares comandados por Cayo Julio Civilis y Julio Sabino, que reclamaba su condición de emperador de la Galia en su condición de descendiente vivo de Julio César. Las fuerzas sublevadas derrotaron y absorbieron a dos legiones romanas antes de ser derrotadas a finales de año por el cuñado de Vespasiano, Quinto Petilio Cerial.

### Llegada a Roma

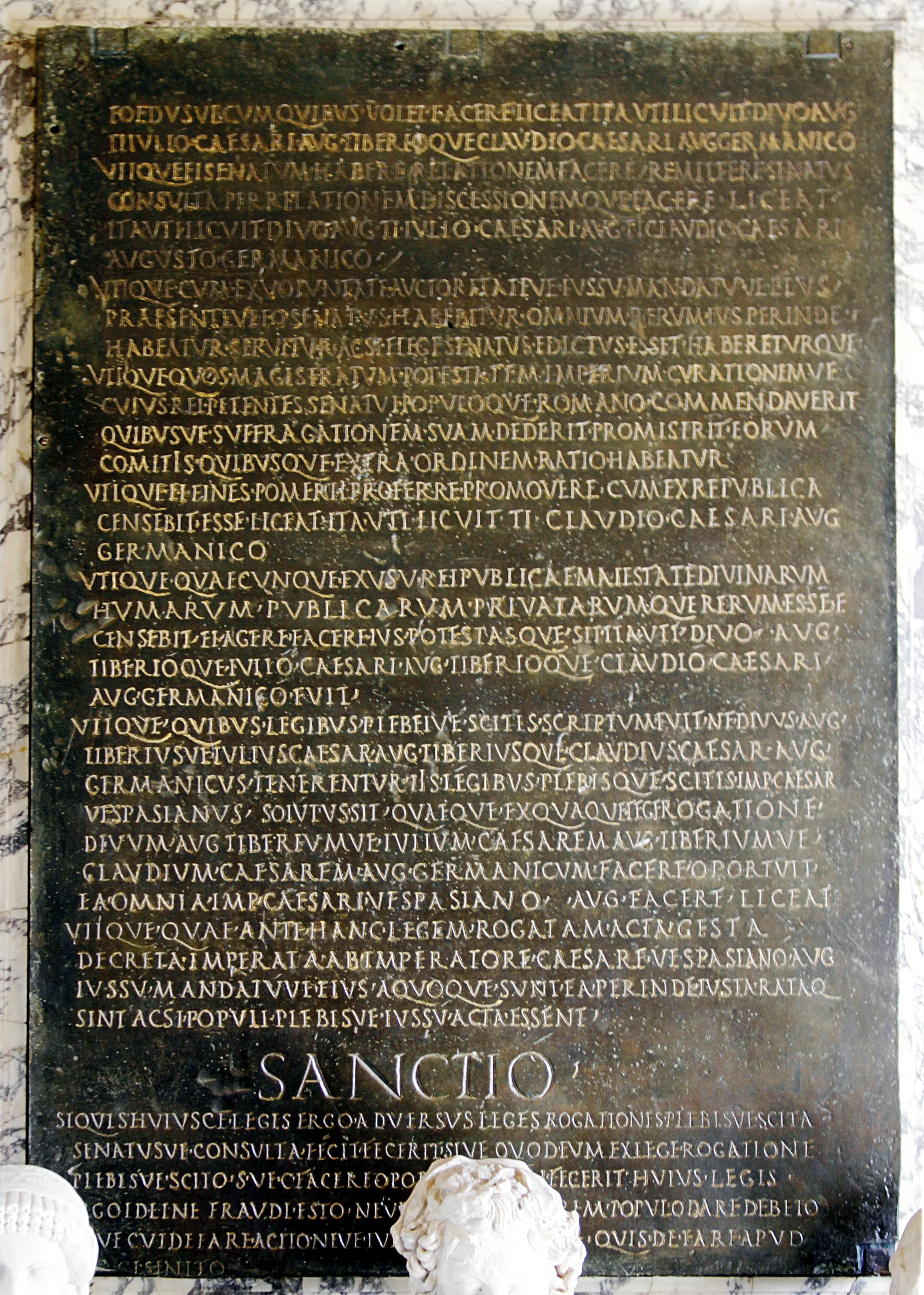
Tabula de bronce encontrada por Cola di Rienzo con la Lex de Imperio Vespasiani. Museos Capitolinos, Roma. CIL VI 930 = 31207 y 1232 = 31538

Vespasiano regresó a Roma a mediados de 70; era la primera vez que entraba en la ciudad como emperador. A su llegada, el nuevo líder del Imperio emprendió de inmediato una serie de maniobras políticas destinadas a consolidar y legitimar su posición:
- A fin de prevenir su amotinamiento, ofreció regalos a los ciudadanos y al ejército.[14][15]
- Reestructuró las órdenes senatorial y ecuestre, arrebatando a sus enemigos sus posiciones de poder y reemplazándolos por sus aliados.[16]
- Abogó la autonomía regional de los griegos.[15][17]

### Campaña propagandística

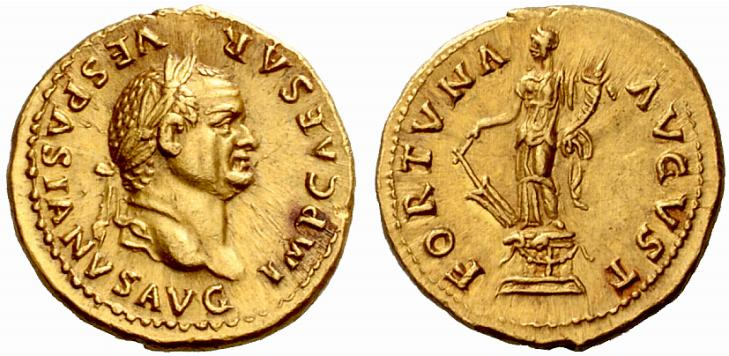
Áureo acuñado entre 75 y 79, en el que aparece un retrato de Vespasiano en el anverso y una imagen de la diosa Fortuna Augusta en el reverso.

Otra de las maniobras que realizó Vespasiano a fin de aferrarse a su posición en el poder fue poner en marcha una auténtica campaña propagandística:
- A través de sus agentes, el emperador se encargó de que las historias acerca de su divinidad, nacidas en Egipto, circularan por todo el Imperio.[19]
- Las monedas emitidas durante su reinado proclamaban sus victorias militares y la paz que gracias a él experimentaba el Imperio.[20]
- La palabra Vindex fue retirada de las monedas a fin de que la opinión pública olvidara al general rebelde del mismo nombre.
- Sus obras y proyectos incluían siempre una inscripción en la que se podía ver cómo Vespasiano alababa o condenaba los emperadores anteriores.[i]
- Se construyó en el Foro un templo a la paz.[21]
- Los escritos publicados durante su reinado debían pasar un filtro con el objetivo que no se publicara nada que pudiera dañar su imagen pública.[22]
- Se ofrecieron recompensas financieras a los historiadores antiguos.[23] Los historiadores que vivieron durante su reinado, tales como Tácito, Suetonio, Flavio Josefo y Plinio el Viejo, hablan sospechosamente bien del emperador, a la vez que critican a sus predecesores en el trono.[24]
  - Tácito admite que su posición se vio reforzada gracias a Vespasiano.[25]
  - Josefo lo identifica como salvador y protector.[26]
  - Plinio dedica su obra Historia Natural al hijo de Vespasiano, Tito.[27]
- Se castigó a los que hablaron en contra del emperador.
  - Se acusó a un gran número de filósofos estoicos de corromper la moral romana con falsas enseñanzas y se les expulsó de la capital.[28]
  - Se ejecutó por sus enseñanzas a Helvidio Prisco, un filósofo republicano.[29]

### Su reinado: 69-79

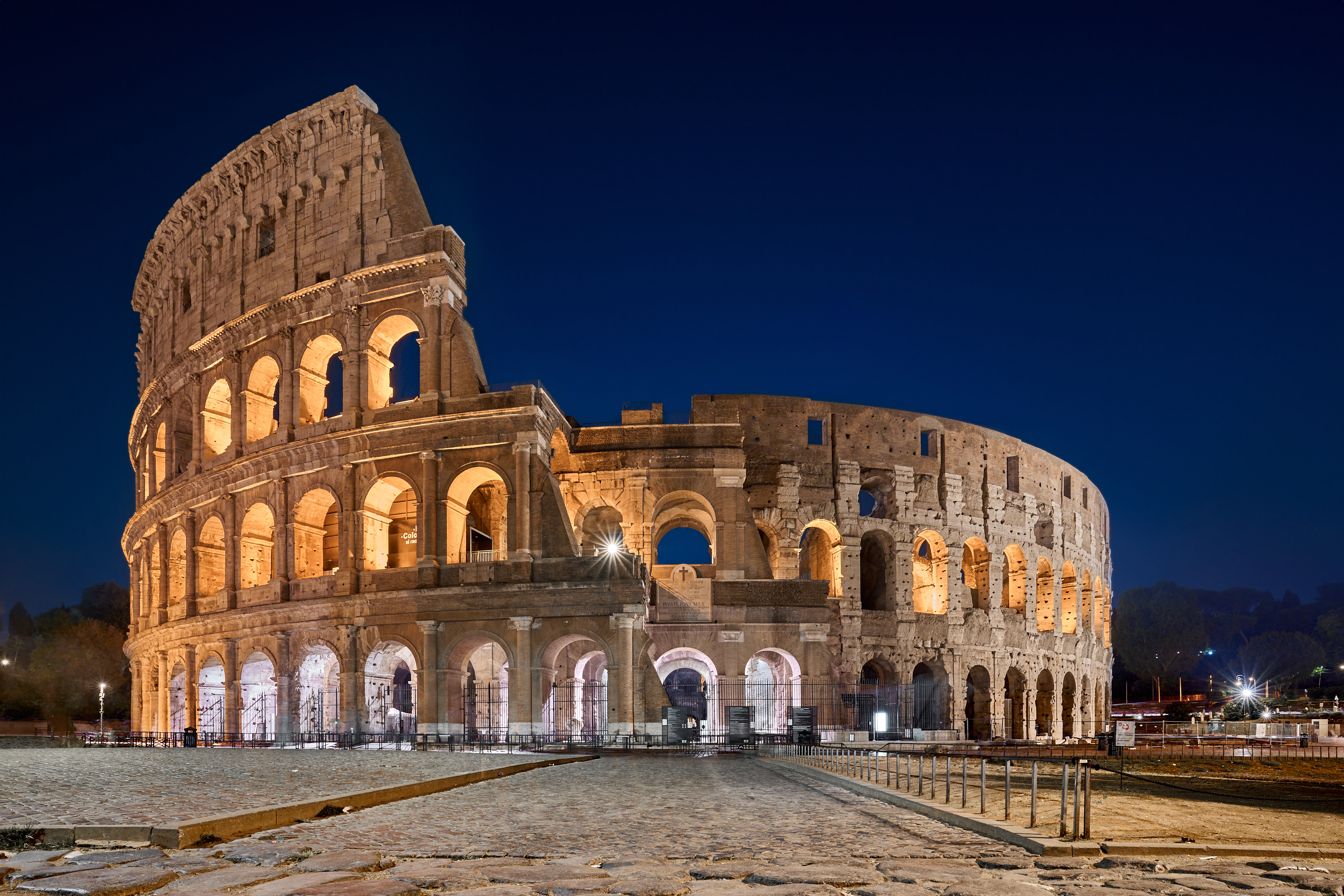
Anfiteatro Flavio, más conocido como Coliseo. Iniciado durante el reinado de Vespasiano y terminado por su hijo Tito.

Poca información nos ha llegado del reinado de Vespasiano entre los años 69 y 79. Los historiadores afirman que ordenó la construcción de diversos edificios públicos:
- El emperador intentó reconstruir Roma, la capital del Imperio.
- Construyó el Templo de la Paz y el de Claudio Deificado.[16]
- Erigió una colosal estatua del dios Apolo, la cual había sido proyectada durante el reinado del emperador Nerón, al que dedicó una parte del Teatro de Marcelo (75)
- Comenzó la construcción del Coliseo.

En las provincias hispanas, procedió a conceder en 74 el ius latii minor a todos los habitantes de Hispania, lo que permitió la creación de numerosos municipios a lo largo del último cuarto del siglo I, tal y como indica Plinio el Viejo:

Universae Hispaniae Vespasianus Imperator Augustus iactatum(¿s?) procellis rei publicae Latium tribuit.

En este período, de acuerdo con la información aportada por Suetonio, Vespasiano fue víctima de constantes conspiraciones en su contra para derrocarlo a las que consiguió sobrevivir, aunque sólo se conoce información concreta de la encabezada en 78/79 por Aulo Cecina Alieno y Eprio Marcelo, ambos hombres de confianza del emperador.
Respecto a la política militar, Vespasiano, un general meticuloso y victorioso, puso todo su empeño en mantener un alto nivel de preparación y disciplina en las diferentes unidades del ejército romano. La primera tarea que tuvo que emprender fue la de reponer las pérdidas provocadas por la guerra civil de 69, por la revuelta bátava y por la guerra judía, incrementando el número de efectivos y garantizándose la fidelidad de los soldados. En este sentido, no dudó en disolver las legiones I Germanica, IV Macedonica, XV Primigenia y XVI Gallica, cuyos soldados habían jurado lealtad a Civilis y su Imperio Galo. A cambio, reclutó dos nuevas unidades, la Legio IV Flavia Felix y la Legio XVI Flavia Firma, regularizó la Legio II Adiutrix y reforzó la Legio VII Galbiana, mermada por los combates en Italia, transformándola en la Legio VII Gemina.

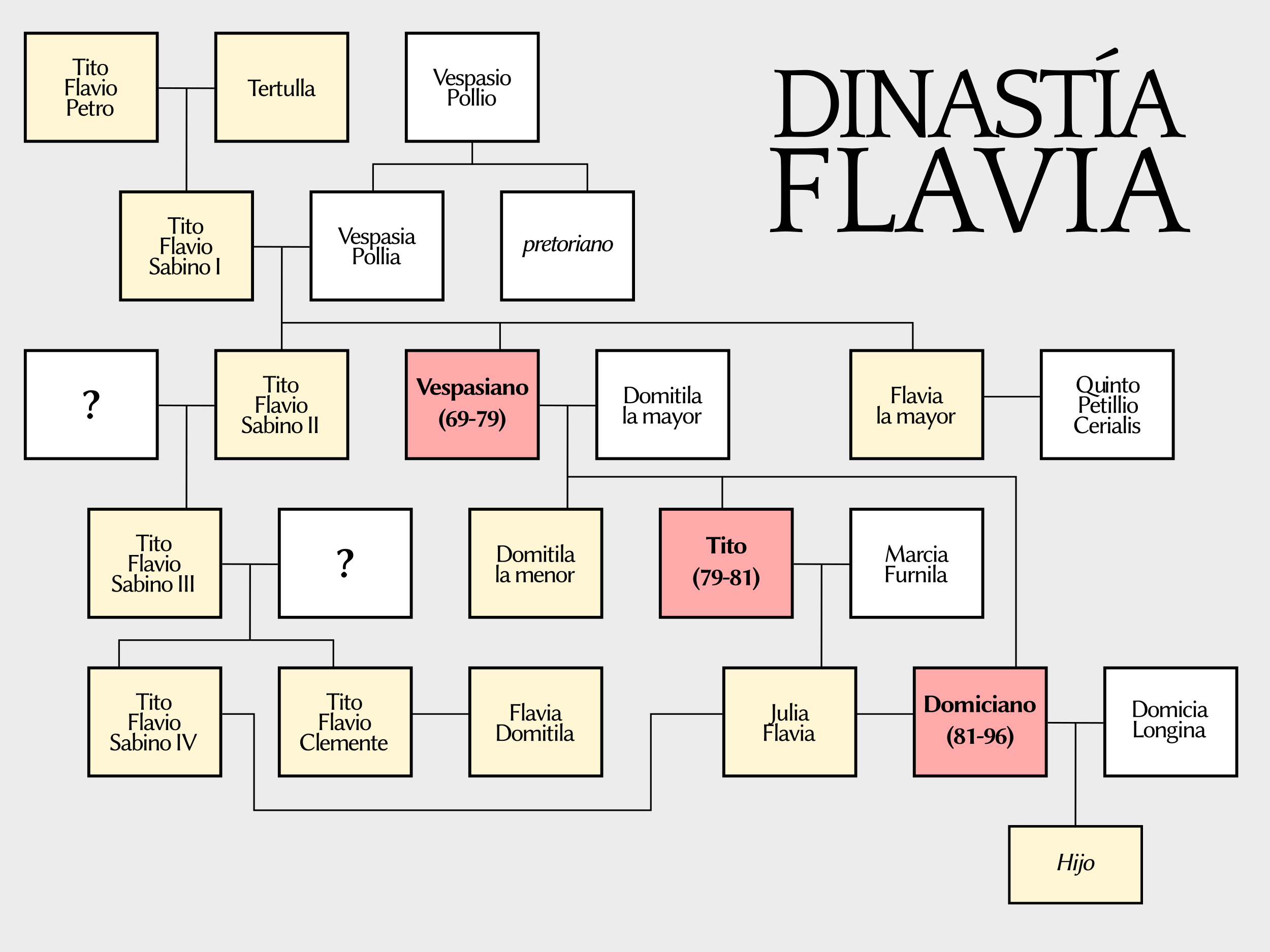
La familia Flavia: ascendientes y descendientes de Vespasiano.

Respecto a los auxilia, también mermados y de lealtad dudosa, procedió a reclutar nuevas unidades, y, dado que la base de reclutamiento tradicional de las legiones en Italia y provincias muy romanizadas estaba en declive, en un número mayor a las desaparecidas durante la guerra civil de 69; con ello conseguía disponer de más soldados en las fronteras, incrementaba el proceso de romanización de esas provincias y conseguía que en el futuro existiese una amplia cantera de ciudadanos romanos de origen militar capaces de alistarse en las legiones.
En la guarnición de Roma, redujo el número de las cohortes pretorianas al número y tamaño establecido por Augusto, con 9 cohortes quincuagenarias, reservando su reclutamiento a ciudadanos romanos de Italia y de algunas provincias muy romanizadas, como Hispania, la Galia Narbonenese o Macedonia.
En las fronteras, inició el proceso de regularización de los campamentos militares, convirtiéndolos progresivamente en permanentes e iniciando su monumentalización.
A finales del reinado de Vespasiano, en el año 78, el general romano Cneo Julio Agrícola fue enviado a la provincia de Britannia. Allí Agrícola consolidó el poder romano y conquistó Caledonia (actual Escocia). Algunos académicos como Antonio Montessori creen que Agrícola pudo haber creado una provincia en la Caledonia conquistada.

### Fallecimiento
Vespasiano acostumbraba a pasar los calores del verano en una villa cerca de las termas de Cotilia en Campania, cerca de Rieti (Italia) y allí el 23 de junio de 79, falleció con 69 años, víctima de una inflamación intestinal que le produjo una diarrea aguda. Según Suetonio, durante el primer ataque de su enfermedad dijo:

Vae, puto deus fio!.

Fue divinizado inmediatamente por su hijo y sucesor Tito.